# Jonas Warrer
Jonas Warrer (Aarhus, 22 maart 1979) is een Deens zeiler.
Warrer won tijdens de Olympische Zomerspelen 2008 samen met Martin Kirketerp de gouden medaille in de 49er.
Warrer won tijdens de wereldkampioenschappen zeilen 2014 de zilveren in de 49er.

## Resultaten

### Wereldkampioenschappen
| Jaar | Plaats    | Resultaten |
| ---- | --------- | ---------- |
| 2014 | Santander | 49er       |

### Olympische Zomerspelen
| Jaar | Plaats         | Resultaten |
| ---- | -------------- | ---------- |
| 2008 | Peking         | 49er       |
| 2016 | Rio de Janeiro | 4e 49er    |
| 2020 | Tokio          | 5e 49er    |

2000: Jyrki Järvi / Thomas Johanson ·
2004: Xabier Fernández / Iker Martínez ·
2008: Martin Kirketerp / Jonas Warrer ·
2012: Iain Jensen / Nathan Outteridge ·
2016: Peter Burling / Blair Tuke ·
2020: Dylan Fletcher / Stuart Bithell ·
2024: Diego Botín / Florián Trittel